# Longaví
Longaví – miasto w Chile, w regionie Maule, w prowincji Linares.